# Sahulia
Sahulia es un género de foraminífero bentónico de la subfamilia Textulariinae, de la familia Textulariidae, de la superfamilia Textularioidea, del suborden Textulariina y del orden Textulariida. Su especie tipo es Sahulia patelliformis. Su rango cronoestratigráfico abarca el Holoceno.

## Clasificación
Sahulia incluye a las siguientes especies:
- Sahulia barkeri
- Sahulia conica
- Sahulia corrugata
- Sahulia kerimbaensis
- Sahulia lutzei
- Sahulia peritubula
- Sahulia subantarctica
- Sahulia telorbica
- Sahulia truncata

Otra especie considerada en Sahulia es:
- Sahulia patelliformis, considerado sinónimo posterior de Sahulia barkeri